# Mahmoud Dahoud
Mahmoud „Mo“ Dahoud (* 1. Januar 1996 in Amude) ist ein syrisch-deutscher Fußballspieler. Der Mittelfeldspieler steht bei Eintracht Frankfurt unter Vertrag. Dahoud, dessen Familie kurz nach seiner Geburt nach Deutschland geflohen war, spielte auf internationaler Ebene zunächst für den DFB und wurde dabei U21-Europameister sowie zweimaliger deutscher A-Nationalspieler. 2024 gab er bekannt, künftig für die syrische Nationalmannschaft spielen zu wollen.

## Persönliches
Mahmouds Eltern stammen aus Amude, einer Stadt an der syrisch-türkischen Grenze, die überwiegend von Kurden bewohnt wird. Sie flohen kurz nach seiner Geburt mit ihm nach Deutschland. Sein jüngerer Bruder Said ist ebenfalls Fußballspieler, war jedoch bislang nur in unterklassigen Ligen aktiv. Mahmoud und Said wuchsen im Langenfelder Ortsteil Reusrath auf, wo der spätere Profi in Ermangelung eines richtigen Fußballplatzes mit anderen Kindern auf einem Parkplatz spielte.
In Bezug auf den Begriff „Heimat“ äußerte sich der Sportler wie folgt: „Ich fühle mich Deutschland sehr verbunden. Ich bin hier aufgewachsen, kenne dieses Land, und egal, wo ich im Urlaub bin und wie schön er ist – nach fünf bis sechs Tagen habe ich Heimweh und möchte zurück.“ Die Heimat seiner Eltern habe er „[...] leider nie kennengelernt. Arabien ist für mich eine große Unbekannte, es hat nur mal zu drei Tagen im Libanon gereicht, in Syrien ist es leider zu gefährlich. Das fällt mir schon schwer. Ich würde wahnsinnig gern mal meinen Opa besuchen, den kenne ich nur vom Telefon“. Er wuchs bilingual auf, mit Deutsch und Arabisch, das er mit seinen Eltern spricht.
Im Rahmen der COVID-19-Pandemie und der damit verbundenen Kontaktbeschränkungen errichtete Dahoud gemeinsam mit einem Onkel auf dem Dach seines Dortmunder Apartmenthauses einen eigenen Kunstrasenplatz.

## Karriere

### Verein
Dahoud begann seine Vereinslaufbahn als Achtjähriger beim heimischen SC Germania Reusrath. 2009 wechselte er in die Jugendabteilung von Fortuna Düsseldorf, bevor er ein Jahr später im Nachwuchsleistungszentrum von Borussia Mönchengladbach aufgenommen wurde.
Zur Saison 2013/14 rückte Dahoud in den Gladbacher Profikader auf. Verletzungsbedingt kam er aber nur auf elf Einsätze in der A-Junioren-Bundesliga. Vor der Saison 2014/15 verlängerte der Mittelfeldspieler seinen Vertrag bis zum 30. Juni 2018. Am 28. August 2014 kam Dahoud beim 7:0-Sieg im Play-off-Rückspiel zur Europa League gegen den FK Sarajevo zu seinem ersten Pflichtspieleinsatz in der ersten Mannschaft, als er in der 55. Spielminute für Christoph Kramer eingewechselt wurde. Im Hauptwettbewerb debütierte Dahoud schließlich am 3. Spieltag der Gruppenphase, als er beim 5:0-Sieg gegen Apollon Limassol in der 70. Spielminute für Granit Xhaka eingewechselt wurde. Nach dem Gruppensieg scheiterte die Borussia jedoch im Sechzehntelfinale am FC Sevilla. Am 11. April 2015 kam er zu seinem Bundesligadebüt im Spiel gegen seinen späteren Klub Borussia Dortmund, sein erstes Bundesligator erzielte er gegen den FC Augsburg. Zusätzlich stand er in 14 Regionalligapartien auf dem Feld, wurde mit der Mönchengladbacher Reserve Meister. Ab der Spielzeit 2015/16 kam der Mittelfeldspieler regelmäßig für die erste Mannschaft zum Einsatz und absolvierte seine ersten Partien in der Champions League, wo die Borussia jedoch jeweils nicht über die Gruppenphase hinaus kam. In drei Jahren lief Dahoud hundertmal für Gladbacher Herrenmannschaften auf, erzielte zehn Tore und bereitete 18 weitere vor.
Zur Saison 2017/18 wechselte Dahoud zu Borussia Dortmund, wo er einen Fünfjahresvertrag erhielt. Auch Juventus Turin und der FC Bayern München sollen sich für ihn interessiert haben. Sein BVB-Debüt gab er am 19. August 2017, dem 1. Spieltag der Saison, als er beim 3:0-Sieg der Dortmunder gegen den VfL Wolfsburg in der zweiten Halbzeit für Mario Götze eingewechselt wurde. Sowohl unter den Cheftrainern Bosz und Stöger als auch unter Lucien Favre konnte sich Dahoud keinen Stammplatz im zentralen Mittelfeld erarbeiten; in seinen ersten beiden Jahren in Dortmund kam der Deutschsyrer auf 56 Pflichtpartien, in denen er ein Tor schoss und sechs weitere vorbereitete. Im August 2019 gewann er seinen ersten Titel mit dem Verein, als der Doublesieger der Vorsaison, der FC Bayern München, mit 2:0 im DFL-Supercup besiegt wurde. Im weiteren Saisonverlauf stand der Mittelfeldspieler in 14 Pflichtspielen (eine Torvorlage) auf dem Platz, davon dreimal in der Startelf, und schied mit dem BVB sowohl im Pokal als auch in der Champions League im Achtelfinale aus. Aufgrund einer Ende Mai 2020 zugezogenen Knieverletzung fiel er langfristig aus.
Nach der Saison 2022/23 wechselte Dahoud ablösefrei in die englische Premier League zu Brighton & Hove Albion.
Anfang Februar 2024 wechselte er leihweise bis zum Ende der Spielzeit in die Bundesliga zum VfB Stuttgart, der eine Kaufoption erhielt. Diese wurde nicht gezogen, sodass Dahoud mit Ablauf der Leihfrist im Sommer 2024 nach Brighton zurückkehrte.
Im August 2024 wechselte Dahoud ablösefrei zurück in die Bundesliga zu Eintracht Frankfurt.

### Nationalmannschaft
Dahoud spielte einmal für die deutsche U18-Auswahl und kam siebenmal für die U19-Nationalmannschaft zum Einsatz. Ab September 2015 war er in der U20-Auswahl aktiv.
Am 24. März 2016 debütierte Dahoud bei einem 4:1-Sieg gegen die Färöer in der U21-Nationalmannschaft, mit der er bei der Europameisterschaft 2017 in Polen den Titel holte. 2019 in Italien kam der Mittelfeldspieler mit der Mannschaft erneut bis ins Finale, verlor jedoch gegen Spanien, das zwei Jahre zuvor noch besiegt worden war.
Am 2. Oktober 2020 berief Bundestrainer Joachim Löw Dahoud in den erweiterten Kader der A-Nationalmannschaft für das Freundschaftsspiel gegen die Türkei sowie die Spiele in der UEFA Nations League gegen die Ukraine sowie die Schweiz. Nach dem Länderspiel gegen die Türkei gehörte Mahmoud allerdings nicht mehr zum Kader für die folgenden Nations-League-Spiele.
Im März 2024 gab Dahoud bekannt, künftig für die syrische Nationalmannschaft spielen zu wollen. Dies wurde möglich, da er für Deutschland nicht mehr als drei A-Länderspiele absolviert hatte, zudem handelte es sich bei den Partien um Freundschaftsspiele. Vor dem Spiel der Syrer gegen Myanmar Ende März, für das er erstmals nominiert worden war, reiste Dahoud wieder aus dem Mannschaftslager ab. Der Verband gab als Grund dafür an, dass er „nicht in der Lage“ gewesen sei, Dahouds „Forderungen zu erfüllen, die […] von seinem [Dahouds] Berater übermittelt wurden, welche Einfluss auf die Nationalmannschaft“ gehabt hätten.

## Titel
Vereine
- Deutscher Pokalsieger: 2021 (Borussia Dortmund)
- Meister der Regionalliga West: 2015 (Borussia Mönchengladbach II)

Nationalmannschaft
- U21-Europameister: 2017